# Канчани, Паоло
Паоло Канчани (итал. Paolo Canciani; 1725—1810) — итальянский учёный монах.
Три года был секретарём венецианского посольства в Лондоне; известен, главным образом, подготовкой к печати варварских законов: «Barbarorum leges antiquae, cum notis et glossarus etc.» (Венеция, 1781—1792). В этот грандиозный сборник вошли законы франков, бургундов, вестготов, остготов, лангобардов, саксов и других германских народов, а также капитулярии меровингских и каролингских королей, иерусалимские ассизы и ассизы Сицилии.